# Alois Friedrich Rogenhofer
Alois Friedrich Rogenhofer (* 22. Dezember 1831 in Wien; † 15. Januar 1897 ebenda) war ein österreichischer Entomologe. Er war Kurator am Naturhistorischen Museum in Wien und war dort mit der Schmetterlingssammlung befasst. Sein Hauptinteresse galt den Schmetterlingen und den Hautflüglern (Hymenoptera). 
1869 wurde er zum Mitglied der Deutschen Akademie der Naturforscher Leopoldina gewählt. Nach ihm sind einige Schmetterlinge und Insekten benannt. Sein Nachfolger in Wien wurde Hans Rebel.
Ihm zur Seite stand der leidenschaftliche Sammler Josef Mann (1804–1889), der mit seinen Sammlungen immer wieder für Nachschub im Museum sorgte. Mann beschrieb selbst viele Spezies von Schmetterlingen und war besonders auf Kleinschmetterlinge (Microlepidoptera) spezialisiert.
Rogenhofer wurde am Wiener Zentralfriedhof bestattet.

## Veröffentlichungen
- mit Cajetan Freiherr von Felder und Rudolf Felder: Reise Fregatte Novara. Lepidoptera. 3 Bände (1865–1867).
- Afrikanische Schmetterlinge des К. К. naturhistor. Hofmuseums, in Ann. Wien. Hofm., IV et VI.
- Ueber die taschenförmigen Hinterleibsanhänge der weiblichen Schmetterlinge der Acraeiden, in Verhandlungen Zoologisch-Botanischer Verein 42, 1892, S. 579–582 (zobodat.at [PDF]).